# Carlrichard Brühl

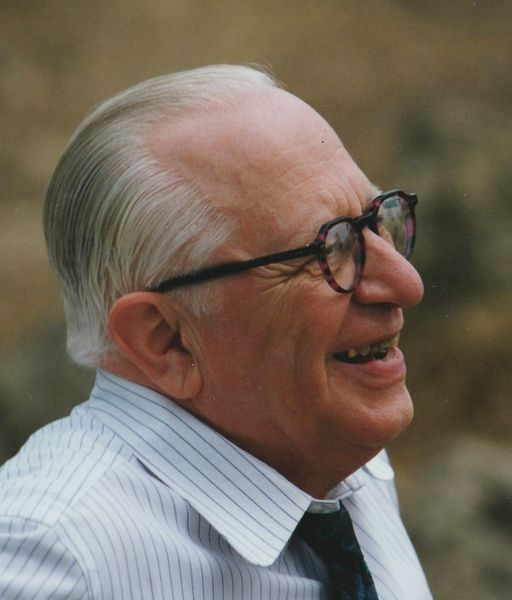
Carlrichard Brühl aufgenommen im Jahr 1994 von Werner Maleczek.

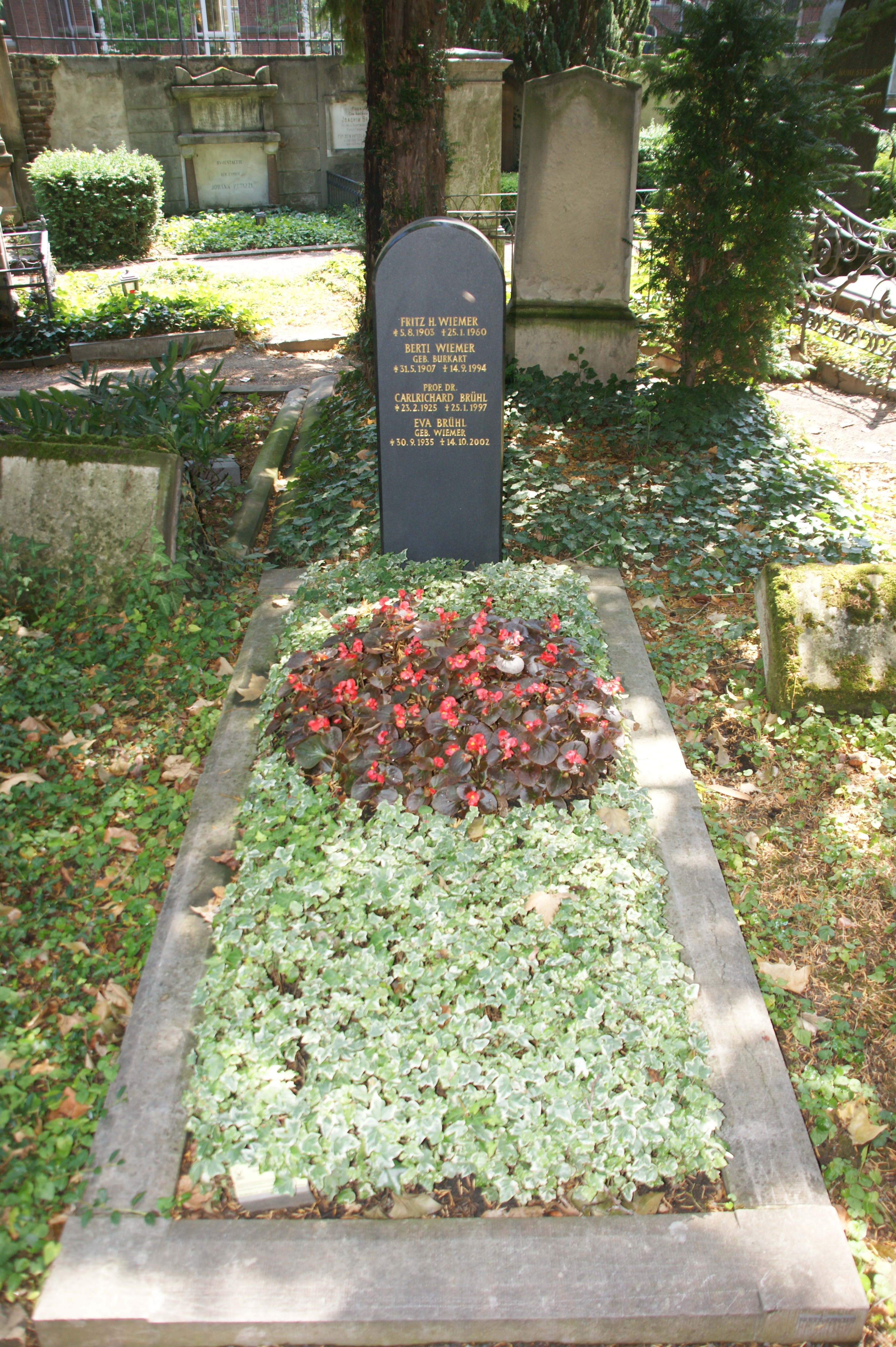
Grab auf dem Alten Friedhof Bonn

Carlrichard Brühl (* 23. Februar 1925 in Frankfurt am Main; † 25. Januar 1997 in Düsseldorf) war ein deutscher Historiker. Er lehrte von 1966 bis 1990 Mittelalterliche und Neuere Geschichte an der Justus-Liebig-Universität Gießen.

## Leben
Der Sohn eines Syndikus besuchte in seiner Geburtsstadt die Grundschule und bis 1941 das Wöhler-Realgymnasium. In Berlin legte er 1943 die Reifeprüfung ab. Anschließend wurde er zum Kriegsdienst eingezogen und war bis zum Kriegsende als Militärdolmetscher für Französisch, Englisch und Italienisch tätig. Ab Februar 1946 studierte Brühl Geschichte, Historische Hilfswissenschaften, Archäologie und Kunstgeschichte in Frankfurt am Main, wo er besonders vom Mediävisten Paul Kirn und dem Kunsthistoriker Harald Keller geprägt wurde. Er wurde 1949 im Alter von 24 Jahren in Frankfurt bei Kirn über das Thema Reims als Krönungsstadt des französischen Königs bis zum Ausgang des 14. Jahrhunderts promoviert. Nach einem rechtswissenschaftlichen Ergänzungsstudium in Bonn und Paris erfolgte seine Habilitation mit der Arbeit Fodrum, Gistum, Servitium regis 1961 in Köln bei Theodor Schieffer. In diesem Werk liefert Brühl ein Gesamtbild der mittelalterlichen Königsgastung als notwendiger Grundlage der Reiseherrschaft in den drei großen Herrschaftsverbänden Deutschland, Frankreich und Italien.
Brühl lehrte als Nachfolger von Peter Classen von 1966 bis 1990 Mittelalterliche und Neuere Geschichte an der Justus-Liebig-Universität Gießen. Brühl erhielt besonders im Ausland hohe Anerkennung. Er war Directeur d’études an der École pratique des hautes études sowie korrespondierendes Mitglied der Académie des Inscriptions et Belles-Lettres (1975) zu Paris und des Istituto Siciliano di Studi Bizantini e Neoellenici in Palermo (1980). Er wurde 1976 zum auswärtigen Mitglied der Accademia Nazionale di Scienze, Lettere e Arti di Palermo und 1984 der Accademia Nazionale di Santa Cecilia in Genua gewählt. Seit 1978 war er Commandeur de l’Ordre national des Arts et Lettres. Brühl war unter anderem „Visiting research Fellow“ des Merton College in Oxford 1978 und „Visiting Member“ des Institute for Advanced Study in Princeton (1981/1982 und 1987/88). Die École Pratique des Hautes-Études verlieh ihm die Ehrendoktorwürde. Zu Brühls akademischen Schülern gehörten unter anderem Theo Kölzer und Herbert Zielinski.

## Forschungsschwerpunkte
Sein Hauptforschungsschwerpunkt waren das Frankenreich und die Nachfolgeherrschaften Frankreich, Italien und Deutschland. Brühl verfasste zahlreiche Studien über die wirtschaftlichen Grundlagen der mittelalterlichen Königsherrschaft in vergleichender europäischer Perspektive, zu den Stätten der Herrschaftsausübung, den Reisewegen mittelalterlicher Herrscher, dem Problem der städtischen Kontinuität zwischen Antike und Mittelalter sowie zu Krönungsorten und Krönungsbrauch.
Brühl war auch als Urkundenforscher aktiv. Er leitete längere Zeit den Codex diplomaticus regni Sicilia, innerhalb dessen er selbst die lateinischen Urkunden König Rogers II. herausgab. In dem Band werden 100 Urkunden ediert und 91 weitere verlorene Urkunden des normannischen Königs regestriert. Als Vorarbeiten zur Neuausgabe der Merowingerdiplome, welche die völlig veraltete Edition von Karl Pertz von 1872 ersetzen sollte, erschienen 1998 „Studien zu den merowingischen Königsurkunden“.
Mit seinem Vortrag „Wann beginnt die Deutsche Geschichte“ am 6. Mai 1972 vor der Frankfurter Wissenschaftlichen Gesellschaft hat er Wissenschaftsgeschichte in der Diskussion um die Voraussetzungen über Formen und Anfänge der europäischen Nationen geschrieben. Entgegen der verbreiteten Auffassung wollte er nicht mehr im Vertrag von Verdun 843, in der Wahl Konrads I. oder im Herrschaftsantritt der Liudolfinger den Beginn der deutschen Geschichte sehen. Nach Brühl sei die staatliche Herausbildung der beiden karolingischen Herrschaftserben parallel verlaufen und müsse daher synchron gesehen werden. Erst ca. 1025 würden „Deutschland und Frankreich als ausgereifte, selbständige politische Größen faßbar werden.“ Für ihn war Heinrich II. „der erste Herrscher, den man mit Einschränkungen als deutschen König bezeichnen kann“. Das gesamte 10. Jahrhundert müsse daher als „Spätphase der fränkischen Geschichte angesehen“ werden. In seinem wohl populärsten Werk Deutschland – Frankreich. Die Geburt zweier Völker. (1990) sieht er die Entstehung Deutschlands und Frankreichs als einen zeitgleichen Vorgang an. Kritisch äußerte er sich zu den Geschichtsschreibern Widukind von Corvey und Richer von Reims. In dieser Darstellung hat er seine frühere These, Heinrich II. sei der erste deutsche König, ausdrücklich revoziert. Die Entstehung „Deutschlands“ und „Frankreichs“ sei ein langgestreckter Prozess gewesen. Ein festes Datum lasse sich nicht angeben. Der Investiturstreit habe noch nicht den Abschluss gebildet.
Brühl verfasste zur Geschichte der Philatelie ein Standardwerk. Er wurde 1986 dafür mit der Crawford-Medaille der Royal Philatelic Society London ausgezeichnet.

## Schriften (Auswahl)
Monographien
- Die Geburt zweier Völker. Deutsche und Franzosen (9.–11. Jahrhundert). Mit einem Vorwort von Theo Kölzer. Böhlau, Köln u. a. 2001, ISBN 3-412-13300-0.
- Studien zu den merowingischen Königsurkunden. Herausgegeben von Theo Kölzer. Böhlau, Köln u. a. 1998, ISBN 3-412-01598-9.
- Deutschland – Frankreich. Die Geburt zweier Völker. Böhlau, Köln u. a. 1990, ISBN 3-412-18189-7 (2., verbesserte Auflage. ebenda 1995, ISBN 3-412-08295-3).
- Aus Mittelalter und Diplomatik. Gesammelte Aufsätze. 3 Bände. Weidmann, Hildesheim u. a. 1989–1997;
  - Band 1: Studien zur Verfassungsgeschichte und Stadttopographie. 1989, ISBN 3-615-00053-6;
  - Band 2: Studien zur Diplomatik. 1989, ISBN 3-615-00054-4;
  - Band 3: Studien zur Verfassungsgeschichte und Diplomatik (1984, 1988–1996). 1997, ISBN 3-615-00182-6.
- Geschichte der Philatelie. 2 Bände. Olms, Hildesheim u. a. 1985–1986, ISBN 3-487-07619-5 (Bd. 1), ISBN 3-487-07620-9 (Bd. 2).
- mit Cinzio Violante: Die „Honorantie civitatis Papie“. Transkription, Edition, Kommentar. Böhlau, Köln u. a. 1983, ISBN 3-412-00483-9.
- Palatium und Civitas. Studien zur Profantopographie spätantiker Civitates vom 3. bis zum 13. Jahrhundert. 2 Bände. Böhlau, Köln u. a. 1975–1990;
  - Band 1: Gallien. 1975, ISBN 3-412-11375-1;
  - Band 2: Belgica I, beide Germanien und Raetia II. 1990, ISBN 3-412-21788-3.
- Studien zu den langobardischen Königsurkunden (= Bibliothek des Deutschen Historischen Instituts in Rom. Bd. 33). Niemeyer, Tübingen 1970, ISBN 3-484-80052-6.
- Fodrum, gistum servitium regis. Studien zu den wirtschaftlichen Grundlagen des Königtums im Frankenreich und in den fränkischen Nachfolgestaaten Deutschland, Frankreich und Italien vom 6. bis zur Mitte des 14. Jahrhunderts (= Kölner historische Abhandlungen. Bd. 14, ZDB-ID 501363-x). 2 Bände (Band 1: Text. Band 2: Register und Karten.). Böhlau, Köln u. a. 1968.

Herausgeberschaften
- mit Bernd Schneidmüller: Beiträge zur mittelalterlichen Reichs- und Nationsbildung in Deutschland und Frankreich (= Historische Zeitschrift. Beihefte NF Bd. 24). Oldenbourg, München 1997, ISBN 3-486-64422-X.

Edition
- Rogerii II. regis diplomata Latina (= Codex Diplomaticus Regni Siciliae. Series 1: Diplomata regum et principum e gente Normannorum. Tomus 2, 1). Böhlau, Köln u. a. 1987, ISBN 3-412-02584-4.